# Tomas Wieslander
Tomas Wieslander, född 11 oktober 1940 i Stockholm, död 15 mars 1996 i Ovansjö, var en svensk kompositör, barnboksförfattare och illustratör.
Wieslander skrev och illustrerade Vardagsgruppens böcker tillsammans med Jujja Wieslander. Med bilder av Sven Nordqvist skrev makarna Wieslander böckerna om Mamma Mu.

## Diskografi
se Vardagsgruppen

## Priser och utmärkelser
- 1993 – Expressens Heffaklump[2]
- 1994 – BMF-Barnboksplaketten (tillsammans med Jujja Wieslander och Sven Nordqvist) för Mamma Mu åker bobb[3]